# Л’Малума Саид
Л’Малума Саид (род. 1972, Boutilimit Department, Трарза) — мавританская активистка, выступающая против рабства, депутат (член парламента) Национального собрания Мавритании.

## Биография
Саид родилась рабыней в городе Бутилимит в 1972 году.
В семнадцать лет она стала активисткой за освобождение харатинцев. В 1990 году она присоединилась к Организации освобождения харатинцев (Эль-Хор) и приняла участие в появлении первых оппозиционных политических партий, таких как Объединение демократических сил в 1991 году и Action pour le change в 1995 году. Она также участвовала в деятельности торгового кооператива и стала его президентом. В Эль-Хор она стала ответственной за участниц организации. Также она была среди основателей организации по борьбе с рабством SOS Esclaves, которую возглавляет её муж, Бубакар Ульд Мессауд.
В 2006 году Саид была избрана в Национальное собрание Мавритании. Она — одна из четырёх избранных харатинок. В 2013 году её переизбрали. Она известна своей позицией в отношении прав человека, выступлениями против дискриминации и своей борьбой за улучшение мавританских тюрем.
В марте 2018 года стала одной из лауреаток Международной женской премии за отвагу. После мероприятия она посетила Аризону.